# Бјуканан Лејк Вилиџ (Тексас)
Бјуканан Лејк Вилиџ (енгл. Buchanan Lake Village) насељено је место без административног статуса у америчкој савезној држави Тексас.

## Демографија
По попису из 2010. године број становника је 692.
| Група             | 2000.    | 2010.       |
| Белци             | 0 (0,0%) | 666 (96,2%) |
| Афроамериканци    | 0 (0,0%) | 1 (0,1%)    |
| Азијати           | 0 (0,0%) | 3 (0,4%)    |
| Хиспаноамериканци | 0 (0,0%) | 16 (2,3%)   |
| Укупно            | 0        | 692         |